# Jurgamyš
Jurgamyš (in russo Юргамыш?) è un insediamento operaio della Russia situato nell'oblast' di Kurgan. È il centro amministrativo del rajon Jurgamyšskij.
Si trova 56 km a ovest di Kurgan.